# Lipka (Złotów)
Pour les articles homonymes, voir Lipka.
Lipka (prononciation : [ˈlipka], en allemand : Linde) est un village de Pologne, située dans la voïvodie de Grande-Pologne. Elle est le chef-lieu de la gmina de Lipka, dans le powiat de Złotów.
Il se situe à 21 kilomètres au nord-est de Złotów (siège du powiat) et à 124 kilomètres au nord de Poznań (capitale régionale).
Le village possède une population de 2200 habitants.

## Monument
- l'église paroissiale.

## Voies de communications
La route voïvodale n°188 (qui relie Piła à Człuchów) passe par la ville.